# Мишел Тъкър
Мишел Тъкър (на английски: Michelle Tucker) е бивша американска порнографска актриса.

## Биография
Мишел Тъкър е родена на 16 февруари 1981 година в Оукланд, Калифорния.